# Seán Lester
Seán Lester (* 28. September 1888 in Carrickfergus, Ulster; † 13. Juni 1959 in Galway, Republik Irland) war ein irischer Journalist, Politiker und Diplomat; von 1940 bis 1946 war er der letzte Generalsekretär des Völkerbundes.

## Leben
Seán Lester wuchs als protestantischer Ire in einem von Unionisten geprägten Umfeld in Belfast auf, dennoch entwickelte er sich früh zu einem glühenden irischen Nationalisten. Er wurde schon in sehr jungen Jahren Mitglied der Gaelic League und des Irish Republican Brotherhood und schrieb als Journalist für die irische Unabhängigkeitsbewegung.
Nach der Unabhängigkeitserklärung Irlands, der der anglo-irische Vertrag vorausgegangen war, wurde Lester 1923 Direktor der Abteilung für Öffentlichkeitsarbeit des Amtes für Äußeres des irischen Freistaates.
1929 schickte die Regierung des Freistaates ihn als Gesandten zum Völkerbund nach Genf. Ursprünglich sollte Lester nur kurz in Genf verweilen, er wurde dann jedoch zum ständigen Vertreter seiner Heimat beim Völkerbund bestimmt. Er machte als Stimme der Interessen von Minderheiten bei Verhandlungen und Entscheidungen des Völkerbundes von sich reden, so dass die Wahl auf ihn fiel, als 1933 ein neuer Hoher Kommissar für die Freie Stadt Danzig ernannt werden musste.
1934 trat Lester sein Amt in Danzig an. Er bezog klare Stellung gegen die Diskriminierung der Juden, deshalb wurde es immer schwerer für ihn sein Amt auszuüben, da er von den Vertretern des Deutschen Reichs wie den Vertretern der NSDAP in Danzig boykottiert wurde. Er gab 1937 auf und kehrte als stellvertretender Generalsekretär des Bundes nach Genf zurück. Sein Nachfolger in Danzig wurde der Schweizer Historiker, Diplomat und spätere Funktionär des Schweizer Roten Kreuzes Carl Jacob Burckhardt.
Nach dem deutschen Sieg über Frankreich im Sommer 1940 erklärte der amtierende französische Generalsekretär Joseph Avenol in einem Brief an den Völkerbund seinen Rücktritt. Am 2. September 1940 wurde Lester zum geschäftsführenden Generalsekretär des Völkerbundes ernannt. Er leitete die weitgehend handlungsunfähige Organisation durch die Zeit des Zweiten Weltkrieges und organisierte 1946/1947 ihr Aufgehen in den Vereinten Nationen.
Seán Lester war verheiratet und hatte drei Töchter.